# Oldřich Kučera (farář)
Oldřich Kučera (5. února 1910, Jilm u Jilemnice – 8. května 1945, Trhová Kamenice) byl český farář, autor melodické mše Missa Sancta, odbojář a oběť masakru v Trhové Kamenici.

## Životopis
Oldřich Kučera se narodil 5. února 1910 v Jilmu (část města Jilemnice). Studoval v Hradci Králové a roku 1935 byl vysvěcen na kněze biskupem Mořicem Píchou. Působil jako kaplan v Luži a Chotěboři a jako administrátor v Horním Studenci. Roku 1941 odchází do Trhové Kamenice, kde působí jako kaplan a po odchodu pátera Jana Zítky se 21. června 1942 stává farářem. Údajně byl mezi lidmi velmi oblíbený, měl rád fotbal a zasloužil se o nejednu úpravu kamenického kostela.

### Odboj a smrt
Aktivně působil v odbojové skupině Rada Tří – Jaro. Během květnového povstání velel hlídkám nad zajatými a odzbrojenými německými vojáky a četníky, kteří byli internováni v kamenické škole. 8. května projížděla Trhovou Kamenicí hlavní část kolony německých vojáků. Zpozorovali zajatce, vtrhli do školy a osvobodili je. Ti označili za jednoho z iniciátorů svého uvěznění kněze. Vojáci vtrhli na faru. Oldřicha Kučeru našli v malém krytu v zemi v přízemí budovy. Brutálně ho zbili a nakonec zastřelili.
„Rána do týlu hlavy střelou dum-dum, levé rameno a paže značně pohmožděny tupým předmětem. Při ohledání ležel na zádech, ruce mírně zdviženy v křečovitém stavu.“
lékařský nález o smrti Oldřicha Kučery

### Pohřeb
Pohřeb P. Oldřicha Kučery se konal dopoledne v kostele sv. Filipa a Jakuba 12. května 1945. Účastnilo se ho množství lidí z širokého okolí i řada duchovních. Poprvé zde byla zahrána Missa Sancta, kterou Oldřich Kučera sám složil. Oldřich Kučera byl na kamenickém hřbitově pohřben dočasně, v červnu roku 1945 byly jeho ostatky převezeny do Jilemnice, kde byl pohřben na městském hřbitově v katolické části.

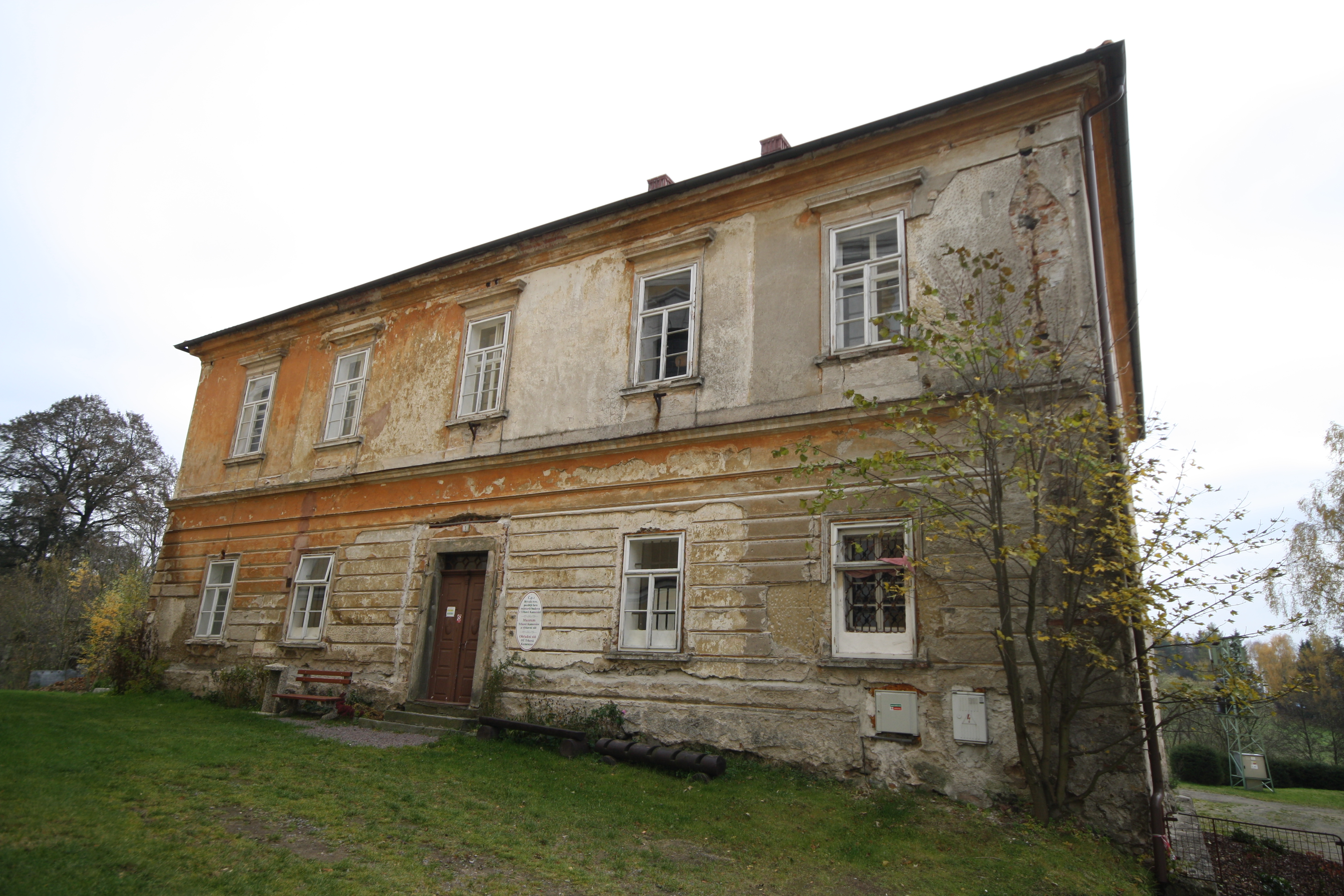
Fara, kde byl zavražděn Oldřich Kučera